# Ensemble Neue Streicher
Das Ensemble Neue Streicher Klosterneuburg ist ein Kammerorchester.

## Geschichte
Es wurde 1983 in Klosterneuburg von Erke Duit und Johannes Holik gegründet.
Seither wurde dieses Kammerorchester mit zahlreichen Konzerten, die sowohl in reiner Streicherbesetzung als auch unter Hinzufügung von Bläsern gestaltet wurden, weit über Niederösterreich hinaus bekannt. Es arbeitet produktionsbezogen mit unterschiedlichen Dirigenten und besteht aus 12 – 35 Musikern. Die organisatorische Leitung liegt bei Mag. Johannes Holik.

## Auftritte und Repertoire
Musikalischen Schwerpunkt bilden neben der gängigen Kammerorchesterliteratur einerseits selten gespielte Werke der Vergangenheit, andererseits die Zusammenarbeit mit jungen österreichischen Komponisten, was zu zahlreichen Uraufführungen des Ensembles führte.
Das Ensemble nahm an Festivals wie Wiener Musiksommer, Zeitgenössischer Herbst, Grafenegger Advent, Oststeirischer Musiksommer, Salzkammergut Mozartfestival und Mozartjahr Wien 2006 teil. Konzerte und Tourneen führten ins In- und Ausland. Mehrere Opernproduktionen, Radioaufnahmen, Schallplatten- und CD-Einspielungen sowie zwei Fernsehproduktionen zeigen den Wirkungsbereich des Ensemble Neue Streicher auf.

## CD
- Frühlingsstimmen
- W.A. Mozart:Pantalon und Columbine
- My Way
- Dornbacher Kirchenmusik
- Der Barometermacher auf der Zauberinsel
- Kirchberger Herbst
- Concerto St. Lorenzen
- Weihnachts-Historie